# Stanisław Dzienisiewicz (polityk)
Stanisław Dzienisiewicz (ur. 1 marca 1954 w Kowalu Oleckim, zm. 19 sierpnia 2005) – polski wojskowy, polityk, poseł na Sejm II kadencji.

## Życiorys
Syn Stanisława. Uzyskał wykształcenie wyższe, był zawodowym oficerem, dosłużył się stopnia majora. W 1993 uzyskał mandat posła na Sejm II kadencji. Został wybrany w okręgu suwalskim z listy Sojuszu Lewicy Demokratycznej. Zasiadał w Komisji Obrony Narodowej, Komisji Polityki Przestrzennej, Budowlanej i Mieszkaniowej, Komisji Sprawiedliwości i Praw Człowieka. W 1997 nie uzyskał poselskiej reelekcji. Pełnił funkcję dyrektora oddziału rejonowego Wojskowej Agencji Mieszkaniowej w Warszawie.
W 1997 odznaczony Srebrnym Krzyżem Zasługi.